# Lozova, Strășeni
Lozova este satul de reședință al comunei cu același nume din raionul Strășeni, Republica Moldova.
Aici se află administrația rezervației științifice Codru.

## Istoriei
Prima atestare documentară a satului datează din 25 aprilie 1420:
„Din mila lui Dumnezeu, noi, Alexandru voievod, domn al Țării Moldovei. Facem cunoscut, cu această carte a noastră, tuturor celor care o vor vedea sau o vor auzi citindu-se, că această adevărată slugă a noastră și credincios boier, pan Oană vornic, a slujit mai înainte sfântrăposaților noștri înaintași cu dreapta și credincioasa slujbă, iar astăzi ne slujește nouă cu dreapta și credincioasa slujbă. De aceea, noi, văzând dreapta și credincioasa lui slujbă către noi, l-am miluit cu deosebita noastră milă și i-am dat în țara noastră, în Moldova, satele anume Corneștii, și Miclăușeni, și Lozova, și Săcărenii, și Vornicenii, și Dumeștii și Țigăneștii și Lavreștii și Sadova și Homicești. Toate acestea să-i fie de noi uric, cu tot venitul lor, lui și copiilor lui, și nepoților lui, și strănepoților lui, și răstrănepoților lui și întregului lui neam, cine se va alege cel mai apropiat, neclintit niciodată, în vecii vecilor.

...

Iar pentru mai mare întărire a tuturor celor mai sus-scrise, am poruncit slugii noastre credincioase, pan Isaia logofăt, să scrie și să atârne pecetea noastră la această carte a noastră.

La Suceava, în anul 6928 <1420> aprilie 25.”

## Societate
În iulie 2002, la intrarea în satul Lozova, urmașii celor deportați în Siberia în 1941 și 1949 d.C., cu sprijinul afaceriștilor locali, au inaugurat un monument în memoria victimelor stalinismului.

## Personalități

### Născuți în Lozova
- Alexandru Baltagă (1861–1941), preot și om politic român, victimă a persecuției sovietice
- Nestor Vornicescu (1927–2000), mitropolit român al Olteniei, membru de onoare al Academiei Române
- Zlata Tcaci (Zlata Beirihman; 1928–2006), compozitoare sovietică și moldoveană
- Victor Spinei (n. 1943), academician român, istoric, arheolog, membru corespondent (2001) al Academiei Române
- Olga Ciolacu (n. 1949), cântăreață de muzică populară

## Galerie de imagini

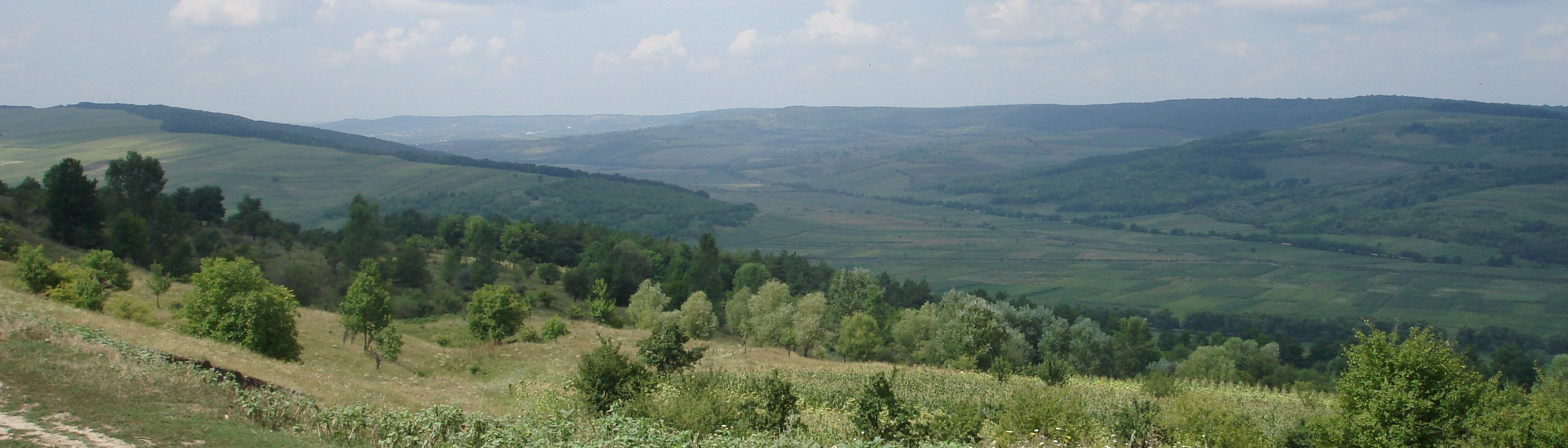
Peisaj de lângă satul Lozova, din raionul Strășeni

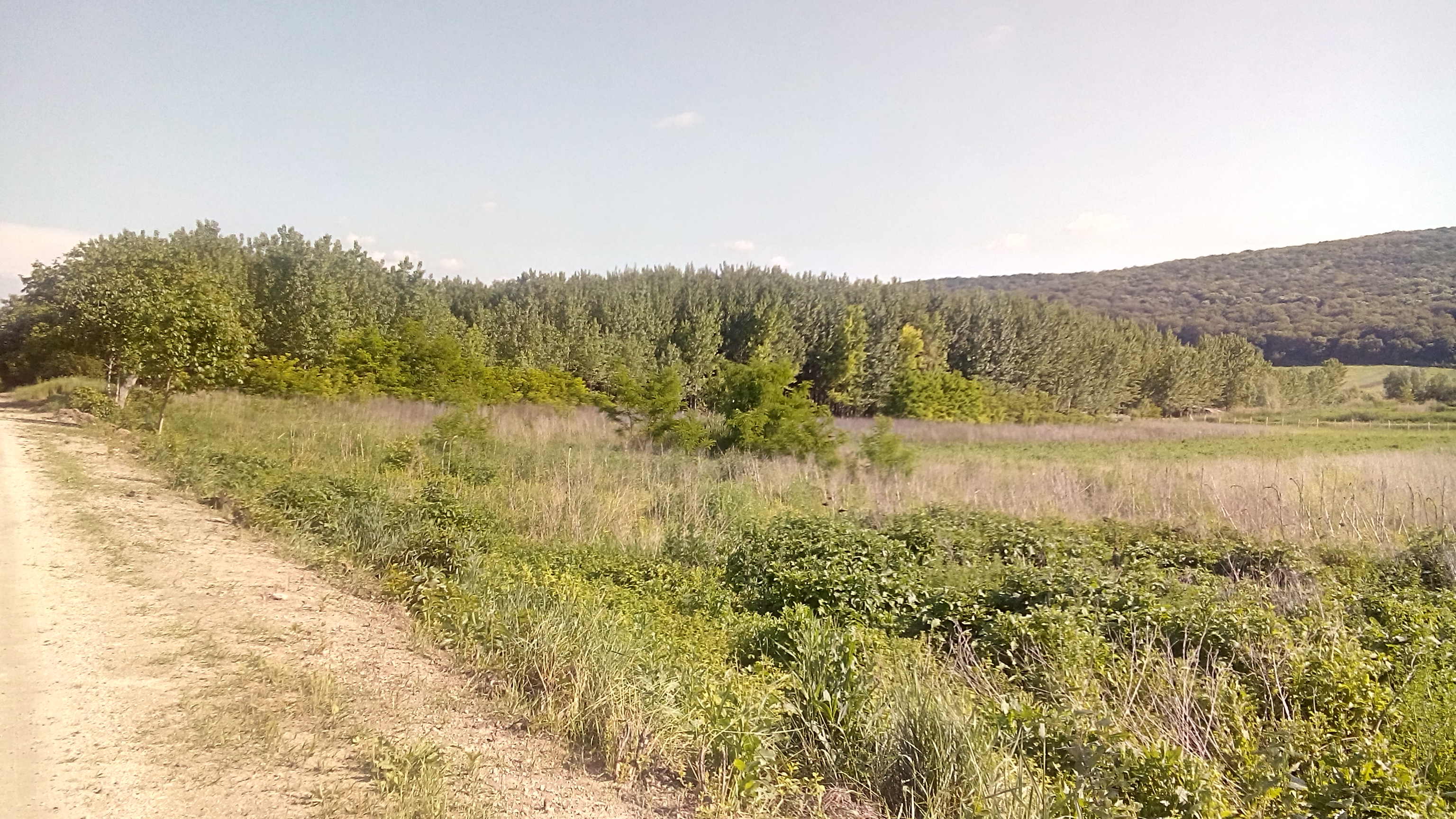
Pădure de plopi lângă Lozova (R. Moldova)